# Теркунов, Виктор Николаевич
Виктор Николаевич Теркунов (10 августа 1938, Березники, Свердловская область — 14 сентября 2020, Екатеринбург) — советский футболист, защитник. Мастер спорта СССР. Рекордсмен клуба «Урал» по числу сыгранных матчей (391).

## Биография
Воспитанник команды при стадионе «Химик» (Березники).
Начинал играть на взрослом уровне в команде «Химик» — сначала в соревнованиях КФК, а с 1958 года — в классе «Б». В ходе сезона 1958 года перешёл в СКВО (Свердловск) и стал с этой командой победителем зонального турнира класса «Б». В 1960 году снова выступал в Березниках.
С 1960 (по другим данным, с 1961 года) до конца карьеры выступал за «Уралмаш», сыграл за это время 391 матч в первенствах СССР и забил 4 гола. По состоянию на 2018 год является рекордсменом команды по числу проведённых матчей. В высшей лиге провёл один сезон (1969), сыграл 30 матчей и забил один гол. Отличался хорошей скоростью, цепкостью в единоборствах и жесткостью при отборе мяча.
После окончания карьеры много лет выступал за команду ветеранов «Уралмаша».
Работал учителем физкультуры в средней школе № 30 города Свердловска.
Скончался 14 сентября 2020 года, похоронен на Восточном кладбище Екатеринбурга.